# Penisola Fletcher
La penisola Fletcher è una penisola completamente coperta dai ghiacci situata sulla costa di Eights, nella Terra di Ellsworth, in Antartide. Questa penisola, che si allunga in direzione nord per circa 60 km nel mare di Bellingshausen, divide due piattaforme glaciali, avendo la sua costa occidentale completamente occupata dai ghiacci della piattaforma Abbot e quella orientale occupata dai ghiacci della piattaforma Venable.

La sua estremità nord-occidentale, chiamata punta Pfrogner, è considerata il confine tra la costa di Eights, a ovest, e la costa di Bryan, a est.

## Storia
La penisola Fletcher fu mappata da membri dello United States Geological Survey che si basarono su fotografie aeree scattate tra il 1960 e il 1966 dalla marina militare statunitense, e fu così battezzata dal Comitato consultivo dei nomi antartici in onore di Fred C. Fletcher, che fu tra i finanziatori del Programma Antartico degli Stati Uniti d'America nel periodo 1939-41.